# Sociedad Gimnástica Española de San José
La Sociedad Gimnástica Española de San José fue una entidad polideportiva de Costa Rica con sede en la provincia de San José. Fue fundado en 1911 y actualmente está desaparecido.

## Historia
Fundado el 11 de junio de 1911 bajo el nombre de Sociedad Gimnástica Española de San José, el Club Sport La Juventud sirvió de techo para que la Gimnástica se transformara en el equipo de la colonia española en el país. Los hermanos Ramón y Felipe Herrero, propietarios de la tienda El Siglo Nuevo en San José, fueron sus principales dirigentes. Conocidos como los «Diablos Rojos» debido a sus colores rojo y blanco en la vestimenta, el club fue uno los fundadores de la Primera División de Costa Rica, denominada en ese entonces como la Liga Nacional de Fútbol en 1921, junto al Herediano, La Unión, Cartaginés, Sociedad Gimnástica Limonense y Alajuelense.
El equipo creció institucionalmente a un alto ritmo para considerarse un modelo de gestión deportiva. En sus primeros años, fue subcampeón de liga en siete ocasiones, en los torneos de 1921, 1928, 1930 —protagonizando la primera final de fútbol—, 1933, 1937, 1938 y 1942. Gimnástica se convirtió en el primer equipo costarricense en jugar partidos a nivel internacional, cuando en 1925 tuvo un amistoso al enfrentarse al Fortuna de Cuba (1-3). También fue el primer club en desarrollar una gira internacional en Guatemala donde ganó los tres partidos contra la Selección Mayor, B y C de ese país. Su mayor triunfo internacional fue con marcador de 5-1 sobre el Hakoah All Star de Estados Unidos, el 6 de septiembre de 1931. Más allá del fútbol, también incursionó un plantel de baloncesto que conquistó tres certámenes.
Durante la década de 1940 y 1950, Gimnástica iba rumbo al declive. En la campaña de 1948, finalizó en puesto de promoción contra el Deportivo Saprissa de la segunda categoría, serie en la que se sobrepuso para mantener su lugar en primera. Tras esta promoción, el coronel Raúl Pacheco fue a la Federación y habló con los dirigentes para que dejaran ingresar al cuadro morado a la Primera División, cuya solicitud fue acogida.
En 1961 marcó el final de la época del club en la máxima categoría, ya que el movimiento de la ASOFUTBOL, la Gimnástica Española debió jugar una serie pentagonal de ingreso para la nueva Liga Superior de 1962 a la cual no logró acceder y fue enviado a la Liga Nacional, equivalente a la Segunda División. Posteriormente, en 1969, descendió al torneo de las canchas abiertas para despedirse en definitiva del fútbol organizado. Entre 1975 y 1976 tuvo un corto regreso a la Segunda, solo para desaparecer al cierre de esa temporada.
Destacaron figuras históricas como Jesús «Chiseta» Rojas, Alberto Armijo, Ricardo «Poeta» Bermúdez, Ricardo «Manchado» González, Isaac Jiménez, Rafael «Zorro» Campos y Miguel «Lito» Pérez.
Gimnástica se extinguió como asociación deportiva en 2005, ya que su junta directiva no fue renovada dentro del año siguiente a su vencimiento. El 12 de septiembre de 2006, fue constituida como sociedad anónima deportiva e inscrita en el Registro Mercantil para una refundación bajo la tutela del español Ceferino Casero. El proyecto abarcaría otros deportes como el squash, tenis y frontón. La sociedad solo existió en el papel y no se plasmó la idea en la cancha.

## Uniforme
- Uniforme titular: Camiseta blanca con franjas verticales rojas, pantalón blanco, medias rojas.[6]
- Uniforme alternativo: Camiseta blanca, pantalón blanco, medias blancas.

## Datos del club
- Temporadas en Primera División: 39 (1921-61)[7]
- Temporadas en Segunda División: 11 (1961-69, 1975-76)
- Temporadas en Tercera División: 7 (1969-1975)
- Debut en primera: 17 de julio de 1921; vs. Gimnástica Limonense en Limón (1-2).
- Registro en primera: 448 juegos; 158 victorias, 72 empates y 218 derrotas; 870 goles anotados y 1086 recibidos.
- Mayor goleada conseguida: +6
  - 9-3 (Alajuelense, 16/11/1947)
- Mayor goleada en contra: -9
  - 10-1 (Santa Lucía, Tercera División)[8]
  - 11-2 (Asociación de Santo Domingo, Segunda División)
- Nombres con récord:
  - Más veces seleccionado: Jesús "Chiseta" Rojas (9)
  - Con más partidos en primera: Guido Matamoros (134)
  - Con más goles en primera: Marcial Vargas (45)
  - Extranjero con más goles: No hubo
  - Extranjero con más juegos: Lázaro Candal (español), 14
  - Jugador con más goles en un solo juego: Gonzalo Fernández, Sigifredo Alvarado (4)
  - Jugadores en primera: 268
  - Extranjeros: 2
  - Técnico con más partidos dirigidos: Raúl Pacheco (152)
  - Técnico extranjero con más partidos dirigidos: Rubén Amorín (uruguayo), 21
  - Técnicos en primera: 11
- A nivel internacional: 53 juegos; 27 victorias, 11 empates y 14 derrotas; 118 goles anotados y 79 recibidos en amistosos.
  - Torneos disputados: 0
  - Rivales enfrentados: Audax Italiano (Chile); Selección Mayor (El Salvador); Selección Mayor, Olimpia (Honduras); Comunicaciones (Guatemala); Hakoah All Star (Estados Unidos); Atlante, Selección Mayor (México); entre otros.
  - Mejor anotador: Alejandro Morera, Jorge Quesada (7)
  - Mejor resultado: +6
  - 6-0 (Olimpia, 07/05/1933)
  - 6-0 (Selección de Managua, 15/07/1951)

## Jugadores
| - Jesús «Chiseta» Rojas - Alberto «Gallego» Armijo - Ricardo “Poeta” Bermúdez - Ricardo “Manchado” González - Isaac «Tazo» Jiménez - Rafael «Zorro» Campos - Miguel Ángel «Lito» Pérez Treacy - Miguel Astúa Retana* - Álvaro Castro - Gastón Michaud - José J. Fonseca | - Juan J. Albertazzi - Guillermo Flores - Fausto Arguello - Antonio Hutt - Walter Evans - Guillermo Durán - José Cordero - Daniel Antonio Coto Fong - Manuel Cantillo - Alfredo Piedra - Anco Marcio Vargas | - Sigifredo Alvarado - Fernando Solano - Rafael García - Cecilio Show - Arsenio Chavarría |

## Palmarés

### Títulos nacionales
| Competiciones nacionales             | Títulos | Subcampeonatos                            |
| ------------------------------------ | ------- | ----------------------------------------- |
| Primera División de Costa Rica (0/7) |         | 1921, 1928, 1930, 1933, 1937, 1938, 1942. |
| Torneo de Copa (0/4)                 |         | 1934, 1944, 1945, 1949.                   |
| Tercera División de Costa Rica (1/1) | 1975    | 1972                                      |